# 이수형 (건축가)
이수형(1941년 2월 1일 ~ 2022년 2월 13일)은 대한민국의 건축가이다. 한양대학교 건축공학과를 졸업(14기)하고 건축연구소 창성사, 삼성합동 선건축, 정 건축연구소, 삼화합동 설계공단, 범일건축사무소 등의 대표를 맡았으며, 유신종합건축사사무소의 설계소장으로 성남제2종합운동장, 대전월드컵경기장 등을 실시설계하고 시공감리를 맡았다.

## 일생

### 생애초반
이수형은 1941년 2월 1일 경기도 수원시 신풍동에서 이필항과 신정재 사이에서 장남으로 태어났다. 여주 이씨 병사공파 (상위종중 상서공파, 경헌공파) 28세로 슬하에 두 아들을 남겼다. 어려서부터 공부를 잘해 서울의 명문 용산고등학교로 진학했지만, 장거리 통학의 고통으로 영양실조와 폐렴을 앓아 고등학교를 1년 휴학하였다. 그림을 잘 그리고 조각을 좋아했지만 장남의 책임감에 미술에의 꿈을 접고 다시 학업에 매진했다. 그해 입시에서 한양대학교 건축공학과에 진학하였다. 1971년 만30세 최연소로 1급 건축사 시험에 합격하였고, 1973년 건축기술자 을류 면허를 취득하였다.
주요경력
- 1965-1973 화신건축연구소 근무
- 1973-1976 건축연구소 창성사 대표
- 1976-1981 선건축연구소 대표
- 1981-1984 삼화합동 설계사무소 공동대표 (이수형, 박남준)
- 1984-1988 원일 종합건축사 사무소 근무
- 1988-1997 건축사사무소 범일건축 대표
- 1997-2021 유신건축 종합건축사사무소 설계소장, 고문

### 생애중반
1969년 제주은행 제주본점 건설현장 감독을 역임하였고, 1984년 사우디아라비아와 이라크 현장에서 다수의 건축물을 설계하였다.
1998년 대전월드컵경기장 설계시, 한국형 천연잔디를 도입하였으며, 잔디의 생장을 연구하여 최소일광시간에 필요한 지붕의 크기 및 각도를 계산하였다. 당시 국제축구연맹에서 요구한대로 지붕으로 관중석을 모두 덮게 될 경우 잔디의 발육에 문제가 되어, 유신건축 김지덕 대표와 함께 국제축구연맹에 직접 건의해 지붕의 면적을 줄이는 대신, 반 개폐식으로 잔디 생육에 필요한 일광시간을 확보하도록 설계하였다. 또한, 대전월드컵경기장 이동식 지붕 설계시 한국의 전통 지게모양을 모티브로 사용하여 전통미와 현대적 아름다움을 동시에 추구하였다.

### 생애후반
대전월드컵경기장 완공을 수개월 앞두고 뇌경색으로 쓰러져 오랜 투병생활을 거쳤으며, 2022년 경기도 용인 다보스병원에서 말기신부전과 코로나바이러스 감염증으로 타계했다.

## 주요작품
- 대전고속버스 종합터미널
- 제주은행 본점
- 법무부 제주지검
- 파주군민회관
- 남양주종합운동장
- 탄천종합운동장
- 대전월드컵경기장

## 기타 활동
투병생활중 다수의 시와 그림을 남겼다.

### 시
저승길
이수형

여보게 

저승길도 여러갈랜데 

어느길로 가려하지 

공연히 얕은 꾀로 

몸에 좋다는 약을 먹고 

더러는 살을 찢어내며 

가야할 길을 가지 못하고 

가는 길이 너무 험하다 

울부짖지는 아니할텐가 

인생
이수형

2,30대엔 2세를 만들고 결국 

4,50대가 인생인 모양이다 

나는 그때 

무얼 하였는가 

거짓을 하여서라도 일을 얻으려 

연극 배우짓을 하였으며 

아첨으로 일관하였지 않았다고 

장담하는가 

### 그림
주로 건축물 스케치와 달마그림을 그려 남겼다.